# Електронний резидент Естонії

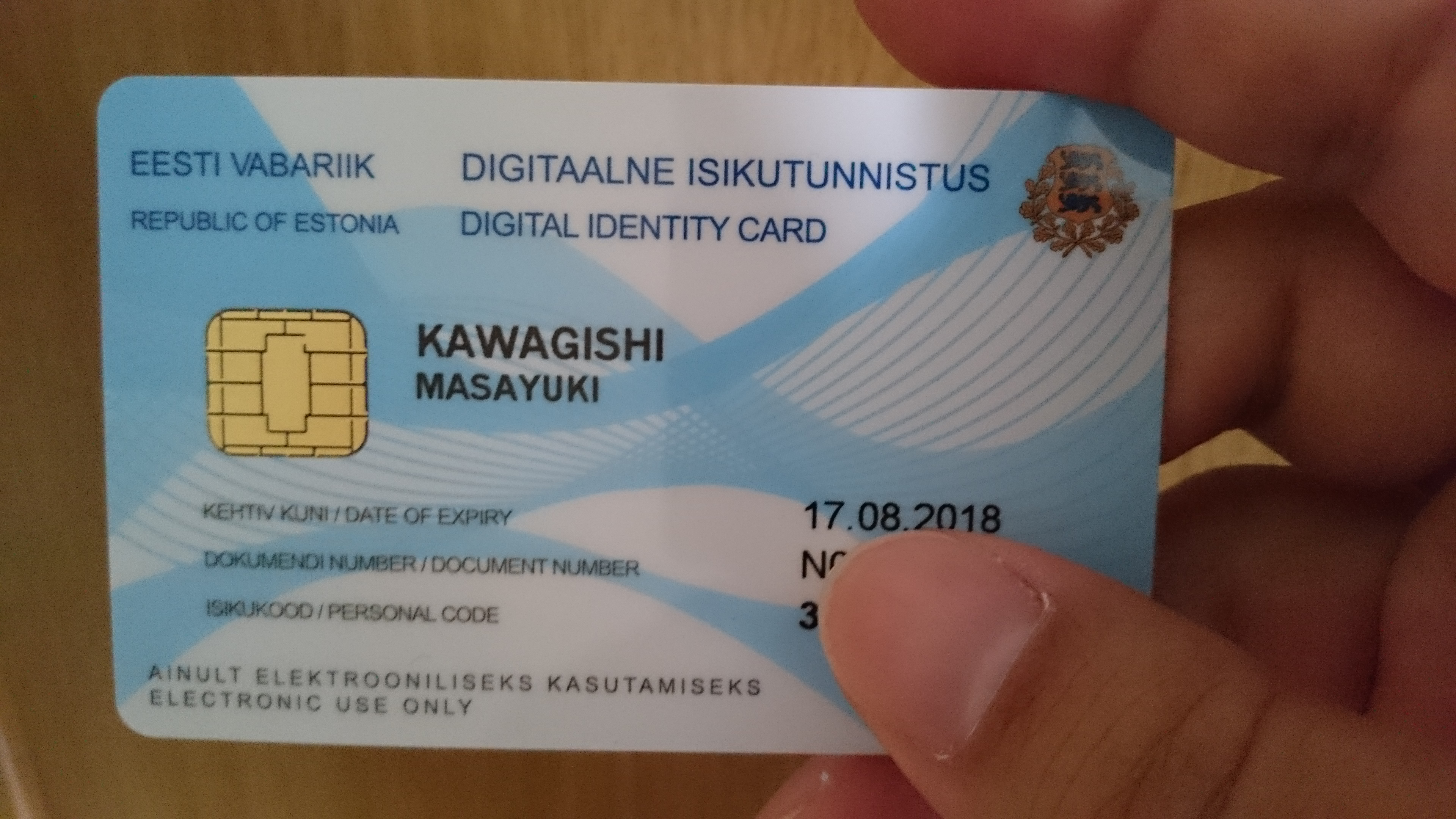
Смарт-картка електронного резидента Естонії.

Електронне резидентство Естонії (також його називають віртуальне резидентство або Е-резидентство, ест. e-residentsus) — програма запущена урядом Естонії 1 грудня 2014 року. Ця програма дозволяє неестонцям отримувати доступ до естонських сервісів, таких як реєстрація підприємств чи банківські послуги, а також до єдиного європейського ринку. Кожен хто зареєструвався як електронний резидент отримує смарт-картку, за допомогою якої може підписувати електронні документи. Ця програма націлена на підприємців, які не залежать від місця свого перебування, таких як IT-розробники або письменники. Першим електронним резидентом Естонії став британський журналіст Едвард Лукас. Першим хто подав заявку та отримав електронне резидентство за стандартною процедурою став Хамід Тасілдуст зі США.

## Подача заявки
Заявку на отримання електронного резидентства Естонії можна подати через Інтернет. Для цього треба заповнити форму, надати свою фотографію та копію свого паспорта, вказати причину оформлення резидентства (не сильно впливає на результат розгляду, можна навіть вказати причину "із цікавості"), оплатити реєстраційний збір у розмірі 100 євро через платіжні системи Visa або MasterCard. Після перевірки особи Поліцейсько-прикордонною службою Естонії, яке триває 6-8 тижнів, ця людина отримує "набір електронного резидента", в якому знаходиться смарт-картка, кардридер та конверт із PIN-кодами.
Колишній директор програми електронного резидентства Каспар Корюс стверджує, що особи які подають заявки, але при цьому замішані у фінансових махінаціях, таких як відмивання грошей чи ухилення від сплати податків, не отримають електронного резидентства, як не отримають його і ті, хто був позбавлений права вести бізнес або хто має заборону на в'їзд до Естонії. Заявників, з якими все в порядку, через пару місяців запрошують на співбесіду до Таллінна або посольства Естонії. Якщо співбесіда пройшла успішна, заявнику видають його "набір електронного резидента" та беруть в нього відбитки пальців. Сертифікати документів має строк дії у п'ять років, на початку існування програми термін був всього три роки. Після закінчення цього строку, якщо особа бажає продовжувати користуватись електронними сервісами, вона має подати нову заявку на документи. Процес подачі заявки буде таким самим, як і вперше. Реєстраційний збір теж треба платити знову.

## Переваги та обмеження електронного резидентства
Фінансова діяльність електронних резидентів моніториться у прозорий спосіб, що є наслідком розповсюдженості фінансових махінацій на високому рівні, виявлених після витоку «Panama Papers». Ваажається, що саме цей витік підштовхнув Естонію до збільшення прозорості програми. Саме по собі електронне резидентство не впливає на особисте оподаткування: електронні резиденти Естонії не зобов'язуються платити естонські податки і не звільняються від податків у своїй країні. Однак компанії, які реєструють електронні резиденти, можуть підпадати під естонське оподаткування.
Електронне резидентство дає можливість реєструвати підприємства, підписувати документи, здійснювати обмін зашифрованими документами, користуватися інтернет-банкінгом, заповнювати податкові декларації та виписувати медичні рецепти. Програма поступово розширюється і до неї додаються нові можливості. Цифрова смарт-картка, яка видається Поліцейсько-прикордонною службою в Естонії або посольством за межами Естонії, використовується для доступу до сервісів.
Корюс заявляє, що реєстрація бізнесу в Естонії "була корисною для Інтернет-підприємців на ринках, які ще розвиваються, які не мають доступу до провайдера для платежів через Інтернет" та для стартапів з таких країн як Україна чи Білорусь, де діють жорсткі фінансові обмеження.
Електронне резидентство Естонії не пов'язане із громадянством Естонії і не дає права в'їзду або перебування на території Естонії, але дозволяє використовувати послуги електронної держави нарівні з місцевими жителями

## Історія
Програма електронного резидентства була запропонована Тааві Коткою, віцеканцлером з комунікацій та державних інформаційних систем Міністерства економіки та комунікацій Естонії. Хоч ідея видачі ID-карток нерезидентам вже обговорювалась принаймні з 2007 року, і була запропонована в 2012 році естонським експертом з інформаційної безпеки Анто Велдре, конкретна пропозиція ("10 мільйонів електронних резидентів до 2025") була подана Тааві Коткою, Рутом Аннусом та Сіімом Сіккутом на конкурсі ідей організованому Естонським фондом розвитку в 2014 році. Проєкт був втілений у життя на кошти призового фонду. Програму розробляє державний фонд «Enterprise Estonia».
Котка заявив що хоч довгостроковою метою проєкту є отримання мільйонів електронних резидентів, його основною метою є збільшення кількості активних підприємств в Естонії. Приватний сектор має бути здатним розробляти конкретні сервіси на законодавчих та технічних платформах наданих електронним резидентством, а держава повинна продовжувати розробляти правову базу яка би задоволяняла потреби підприємств. Також в естонських засобах масової інформації обговорювалось що електронне резидентство може бути використане для поширення знань про естонську культуру через Інтернет та для створення культурного експорту. До 18 січня 2015 вже надійшли заявки із 225 країн, з них найбільше з Фінляндії (224), Росії (109), Латвії (38), США (34) та Великої Британії (22).
Можна провести паралелі між естонською програмою електронного резидентства та віртуальними державами, які приймають заявки на віртуальне громадянство. Естонська програма віртуального резидентства показує як стабільні держави можуть застосовувати стратегії схожі на ті, які використовують віртуальні держави, даючи приклад того, як може виглядати громадянство у постнаціональному світі.

## Сприйняття
В основному, проєкт із електронного резидентства був позитивно сприйнятий новинними медіа, які назвали його інноваційним та таким, що має великий потенціал. Юрген Лігі, колишній міністр фінансів Естонії, в 2014 році зазначив що ще не зрозуміло яким чином електронне резидентство приведе капітал до країни. Деякі юридичні експерти попереджають що використання електронного резидентства для створення віртуальної компанії в Естонії може, за деяких обставин, зробити прибутки компанії об'єктом подвійного оподаткування, оскільки це є абсолютно новий юридичний статус, який не був передбачений у правовій базі міжнародних договорів щодо уникнення подвійного оподаткування.
Введення електронного резидентства викликало значний інтерес по всьому світу. Про нього написали засоби масової інформації в США (The Atlantic, The Wall Street Journal, Ars Technica), Великій Британії (The Guardian, Wired UK ), Фінляндії (Helsinki Times), Австралії (ABC), Італії (Wired-it) тощо. В сусідній Фінляндії це викликало занепокоєння що фінські підприємства почнуть масово переміщатись до Естонії.
Відбувся сплеск цікавості до цього проєкту після витоку «Panama Papers», який продемонстрував необхідність більшої прозорості в офшорному бізнесі. Після того, як Британія проголосувала за вихід із ЄС, британські компанії почали шукати шляхів продовження можливості торгувати використовуючи євро, також були й інші причини. Протягом двох тижнів після референдуму кількість заявок із Великої Британії зросла в десять разів (на той момент було 616 британських електронних резиденти Естонії). Проєкт в середині 2010-их років користувався популярністю в Україні, оскільки в той час міжнародна платіжна система PayPal в Україні не працювала і українці були вимушені отримувати електронне резидентство Естонії щоб відкрити на себе естонський рахунок в PayPal.

## Проблеми з безпекою
В 2017 році уряд Естонії заморозив електронні смарт-картки програми електронного резидентства, через два місяці після знаходження серйозної діри в безпеці, яка могла бути використана для викрадення особистості. Картки які були видані між 16 жовтня 2014 та 25 листопада 2017 були відкликані в березні 2018 поки їх власники не оновлять сертифікати безпеки. Естонський уряд вперше виявив проблему у вересні, але нічого не пояснював до більш пізнього часу.